# Castilleja profunda
Castilleja profunda är en snyltrotsväxtart som beskrevs av Tsan Iang Chuang och L.R. Heckard. Castilleja profunda ingår i släktet målarborstar, och familjen snyltrotsväxter. Inga underarter finns listade i Catalogue of Life.